# 邵永铁路
邵永铁路北起中华人民共和国湖南省邵阳市，由娄邵铁路双清站（原邵阳站）引出，过邵阳站，经邵阳县，南至永州市，全长118千米。该路线现为洛湛铁路一段，称作洛湛铁路邵永段，亦为益阳市—永州市的益永铁路的一段。
该线路于2000年12月18日动工兴建，2003年6月10日铺通，8月13日交付使用，总投资22亿元人民币。

## 连接线路
- 邵阳：娄邵铁路
- 永州：湘桂铁路、衡柳铁路